# Aethesoides
Aethesoides is een geslacht van vlinders van de familie bladrollers (Tortricidae).

## Soorten
- A. allodapa Razowski, 1986
- A. columbiana Razowski, 1967
- A. distigmatana (Walsingham, 1897)
- A. enclitica (Meyrick, 1917)
- A. hondurasica Razowski, 1986
- A. mexicana Razowski, 1986
- A. stellans Razowski & Becker, 1994
- A. timia Razowski & Becker, 1986